# Nederlandse Bond van Bemiddelings- en Uitzendondernemingen
De Nederlandse Bond van Bemiddelings- en Uitzendondernemingen (NBBU) is een brancheorganisatie van intermediairs op de arbeidsmarkt met circa 1450 leden, waarvan er circa 200 met arbeidsmigranten werken. De organisatie is in 1994 opgericht met als doel de belangen te behartigen van uitzendbureaus in het midden- en kleinbedrijf (mkb). Leden kunnen ook ondernemers zijn in detachering, payrolling of zzp-bemiddelaars en andere intermediairs op de flexibele arbeidsmarkt zijn.
De NBBU is lid van MKB-Nederland. De voorzitter van de NBBU vertegenwoordigt de dienstensector en adviserende branches in het bestuur van deze werkgeversorganisatie.

## Cao
Tot 2020 had de NBBU een eigen cao voor uitzendkrachten, naast die van de Algemene Bond Uitzendondernemingen (ABU). Per 2020 zijn de cao's van beide bonden samengegaan en geldig voor alle uitzendkrachten van Nederland, ook die van bedrijven die ongebonden zijn.

## Controle
- De NBBU participeert in de Stichting Naleving Cao voor Uitzendkrachten (SNCU). Deze stichting onderzoekt op basis van klachten of een uitzendbureau de cao voor uitzendkrachten correct naleeft.
- NBBU-leden zijn verplicht regelmatig een cao-controle te laten uitvoeren.
- Voor leden geldt ook de verplichting te voldoen aan de normen van de Stichting Normering Arbeid (SNA) met een keurmerk. In dit keurmerk zijn financiële en administratieve criteria vastgelegd waaraan een bonafide uitzendbureau moet voldoen.
- NBBU-leden die arbeidsmigranten huisvesten, zijn verplicht tot jaarlijkse controle op de huisvestingsnormen van de Stichting Normering Flexwonen (SNF).